# Veikko Antero Koskenniemi
Pour les articles homonymes, voir Koskenniemi.
Veikko Antero Koskenniemi, (né le 8 juillet 1885 à Oulu, et mort le 4 août 1962 à Turku), est un poète, journaliste, professeur de littérature comparée et académicien finlandais.

## Biographie

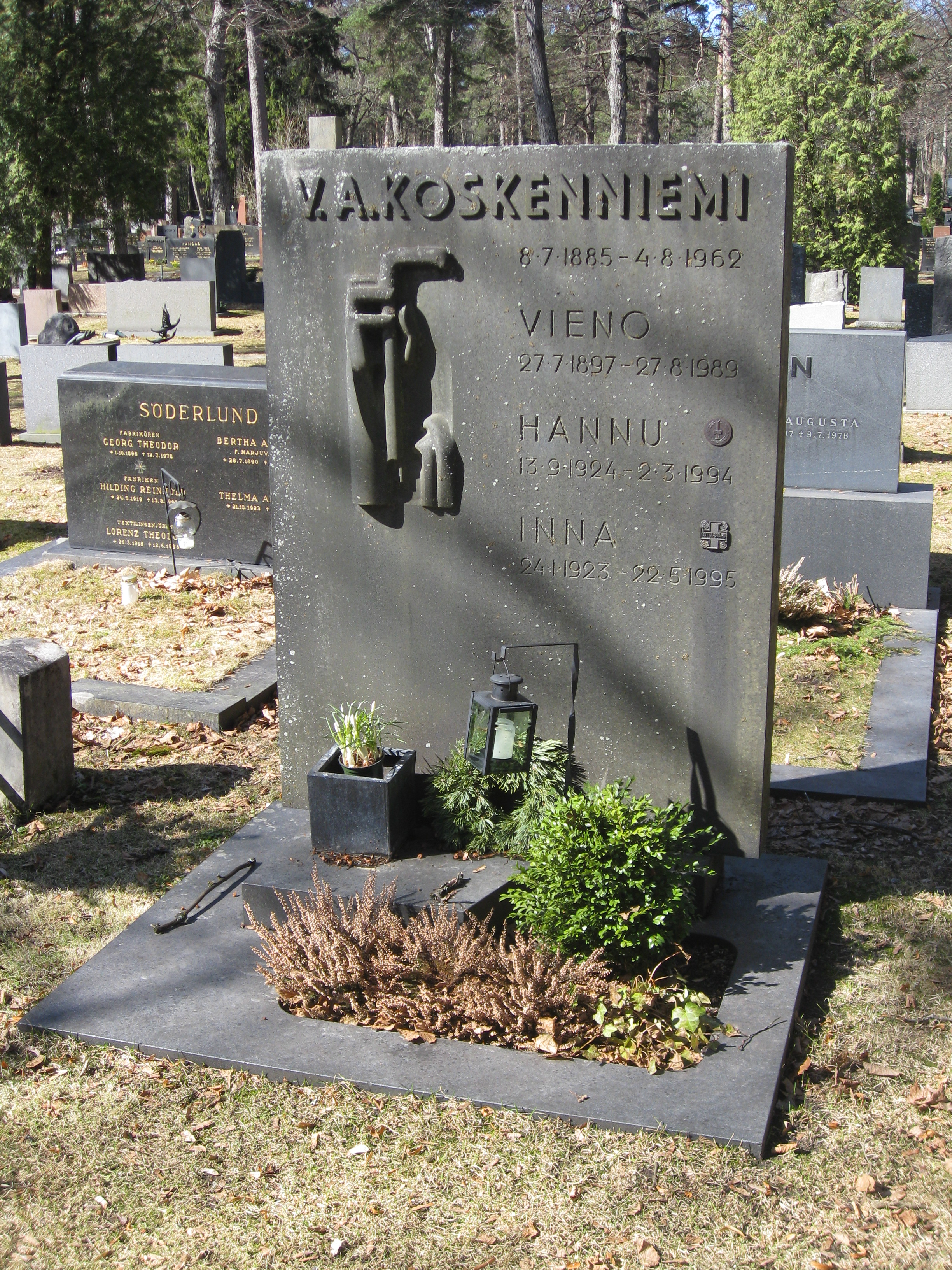
Tombe de Veikko Antero Koskenniemi à Turku

En 1921, il a obtenu le titre de professeur d'histoire littéraire à l'Université de Turku en Finlande. 
Il écrit les paroles du poème symphonique Finlandia en 1940.
En 1948, il est devenu un membre de l'Académie finlandaise des sciences. Il est mort à Turku.
V. A. Koskenniemi est l'un des écrivains les plus populaires de Finlande. Koskenniemi était bien connu pour ses poèmes, livres de voyage, et ses essais. Il a été influencé par Goethe, Johan Ludvig Runeberg, les Parnassins français et le symbolisme dans l'art.

### Recueils de poèmes
- Runoja. 1906.
- Valkeat kaupungit ynnä muita runoja. 1908.
- Hiilivalkea ynnä muita runoja. 1913.
- Elegioja ynnä muita runoja. 1917.
- Sydän ja kuolema. Elegioja, lauluja ja epitaafeja. 1919.
- Uusia runoja. 1924.
- Kurkiaura. Ballaadeja ynnä muita runoja. 1930.
- Tuli ja tuhka. Runoja. 1936.
- Latuja lumessa: kenttäpostia ynnä muita runoja. 1940
- Syksyn siivet. Runoja 1949.

### Poèmes
- Hannu. Erään nuoruuden runoelma. 1913.
- Nuori Anssi. Runoelma Suomen sodasta 1918. 1918.

### Roman
- Konsuli Brennerin jälkikesä. 1916.

### Aphorimes
- Matkasauva. Katkelmia ja säkeitä päiväkirjasta. 1926.
- Elokuisia ajatuksia. 1954.
- Ihmisosa. Elokuisia ajatuksia. Toinen sarja. 1958.
- Valitut mietelmät. 1959.

### Carnets de voyage
- Kevätilta Quartier Latinissa. Parisin muistelma. 1912.
- Runon kaupunkeja ynnä muita kirjoitelmia. 1914.
- Suvipäiviä Hellaassa. 1927.
- Symphonia Europaea A. D. 1931. 1931.
- Havaintoja ja vaikutelmia Kolmannesta valtakunnasta. 1937.
- Etruskien haudoilta nykypäivien Italiaan. Vaikutelmia ja kokemuksia. 1939.

### Mémoires
- Onnen antimet. Lukuja elämäni kirjasta. 1935.
- Vuosisadanalun ylioppilas. 1947.
- Autobiografisia kirjoituksia. (Recueil 4). 1955.

### Essais
- Kirjoja ja kirjailijoita 1. 1916.
- Kirjoja ja kirjailijoita 2. 1918.
- Roomalaisia runoilijoita. 1919.
- Kirjoja ja kirjailijoita 3. 1922.
- Runouden kuvastimessa. Kirjoja ja kirjailijoita. 4. sarja. 1925.
- Kasvoja ja naamioita. Kirjoja ja kirjailijoita. Viides sarja. 1931.
- Runousoppia ja runoilijoita. 1951.
- Arvosteluja ja esseitä kokoelmien ulkopuolelta. (Recueil 8–9). 1955.
- Arvosteluja ja esseitä kokoelmien ulkopuolelta. (Recueil 10). 1956.
- Filosofian ja runouden rajamailta. 1961.

### Monographies
- Alfred de Musset. 1918.
- Nuori Goethe. Elämä ja runous. 1932.
- Aleksis Kivi. 1934.
- Goethe, keskipäivä ja elämänilta. 1944.
- Maila Talvio. Kirjailijakuvan ääriviivoja. 1946.
- Werner Söderström. Kirjallisuudelle pyhitetty elämäntyö. 1950.

### Recueils de discours
- Miekka ja taltta. Puheita kansallisista aiheista. 1937.
- Sata kunnian päivää. Kolme puhetta. 1939–1940. 1940.
- Sota rauhan rakentajana. Puheita päivän aiheista 1940–1941. 1941.

### Autres ouvrages
- Vuoden päivät. Syntymäpäiväkirja. 1926.
- Vaeltava viisaus: aforismeja ja ajatelmia vuosituhansien varrelta. 1952.
- Minä ja maailma. Epigrammeja. 1960.

## Prix
- 1907, 1915, 1919, 1925, 1931 Prix national de littérature
- 1939, Prix Aleksis Kivi
- 1948, Académicien.
- Membre d'honneur de l'Association pour la culture et l'identité finnoise

## Hommage
L'Astéroïde (1697) Koskenniemi, découvert en 1940-1941, a été nommé en son honneur.

## Musique
Le compositeur finlandais Aare Merikanto a écrit deux mélodies orchestrales sur des poèmes de Koskenniemi :
- Ekho (1922)
- Syyssonetti (1922)